# Archinaut
Archinaut là một dự án công nghệ phát triển công nghệ sản xuất đắp dần cần thiết để xây dựng các cấu trúc quy mô lớn trong không gian. Dự án hai năm bắt đầu vào năm 2016 và được NASA tài trợ lên đến 20 triệu đô la Mỹ; nó đang được thực hiện với sự hợp tác giữaMade In Space, Northrop Grumman, và Oceaneering Space Systems. Tên chính thức của nó là "Hệ thống lắp ráp và sản xuất chính xác bằng robot trong không gian linh hoạt".
Kết quả ban đầu sẽ là một máy in 3D có khả năng hoạt động trong quỹ đạo, được cài đặt trên một giá gắn bên ngoài Trạm vũ trụ quốc tế. Archinaut sẽ bao gồm một cánh tay robot và sẽ có thể chế tạo, lắp ráp và sửa chữa các cấu trúc và máy móc. Made In Space đang chế tạo máy in 3D cho Archinaut, Oceaneering Space Systems sẽ chế tạo cánh tay giữ, và Northrop Grumman chịu trách nhiệm kiểm soát các thiết bị điện tử, phần mềm và tích hợp với trạm không gian.
Các cấu trúc đầu tiên được xây dựng cho Archinaut là bộ phản xạ ăng-ten cho các vệ tinh truyền thông. Mở rộng hơn nữa có thể liên quan đến ba cánh tay robot cho phép Archinaut lấy các vệ tinh ngừng hoạt động và tái chế các thành phần của chúng.
Vào tháng 6 năm 2017, MIS đã tiến hành thử nghiệm buồng chân không thành công kéo dài một tháng tại Phòng thí nghiệm đánh giá kỹ thuật của Trung tâm nghiên cứu NASA (EEL) về công nghệ sản xuất đắp dần cấu trúc mở rộng (ESAMM). Trong quá trình thử nghiệm, MIS đã sản xuất các vật thể in 3D mở rộng đầu tiên trong một môi trường giống như không gian, một cột mốc quan trọng trên đường dẫn đến các hệ thống sản xuất và vệ tinh trong không gian. Công ty nhanh chóng xây dựng trên thành công đó vào tháng 7 và tháng 8, sử dụng phần cứng ESAMM để sản xuất cấu trúc dầm dài hơn 37 mét, thiết lập kỷ lục thế giới Guinness cho cấu trúc in 3D lớn nhất.